# Liste der Gouverneure von Uttarakhand
Die folgende Tabelle listet die Gouverneure von Uttarakhand mit jeweiliger Amtszeit auf. Das Gebiet war seit der indischen Unabhängigkeit der nördliche Teil des Bundesstaates Uttar Pradesh und wurde 2000 als eigenständiger Bundesstaat Uttaranchal (seit 2007 Uttarakhand) herausgelöst.
| # | Name                             | Amtsantritt        | Ende der Amtszeit  |
| 1 | Surjit Singh Barnala (1925–2017) | 9. November 2000   | 7. Januar 2003     |
| 2 | Sudarshan Agarwal (1931–2019)    | 8. Januar 2003     | 28. Oktober 2007   |
| 3 | Banwari Lal Joshi (1936–2017)    | 29. Oktober 2007   | 5. August 2009     |
| 4 | Margaret Alva (* 1942)           | 6. August 2009     | 14. Mai 2012       |
| 5 | Aziz Qureshi (1941–2024)         | 15. Mai 2012       | 8. Januar 2015     |
| 6 | Krishan Kant Paul (* 1948)       | 8. Januar 2015     | 25. August 2018    |
| 7 | Baby Rani Maurya (* 1956)        | 26. August 2018    | 15. September 2021 |
| 8 | Gurmit Singh (* 1956)            | 15. September 2021 | im Amt             |